# 罗伯特·朱利安·本特利

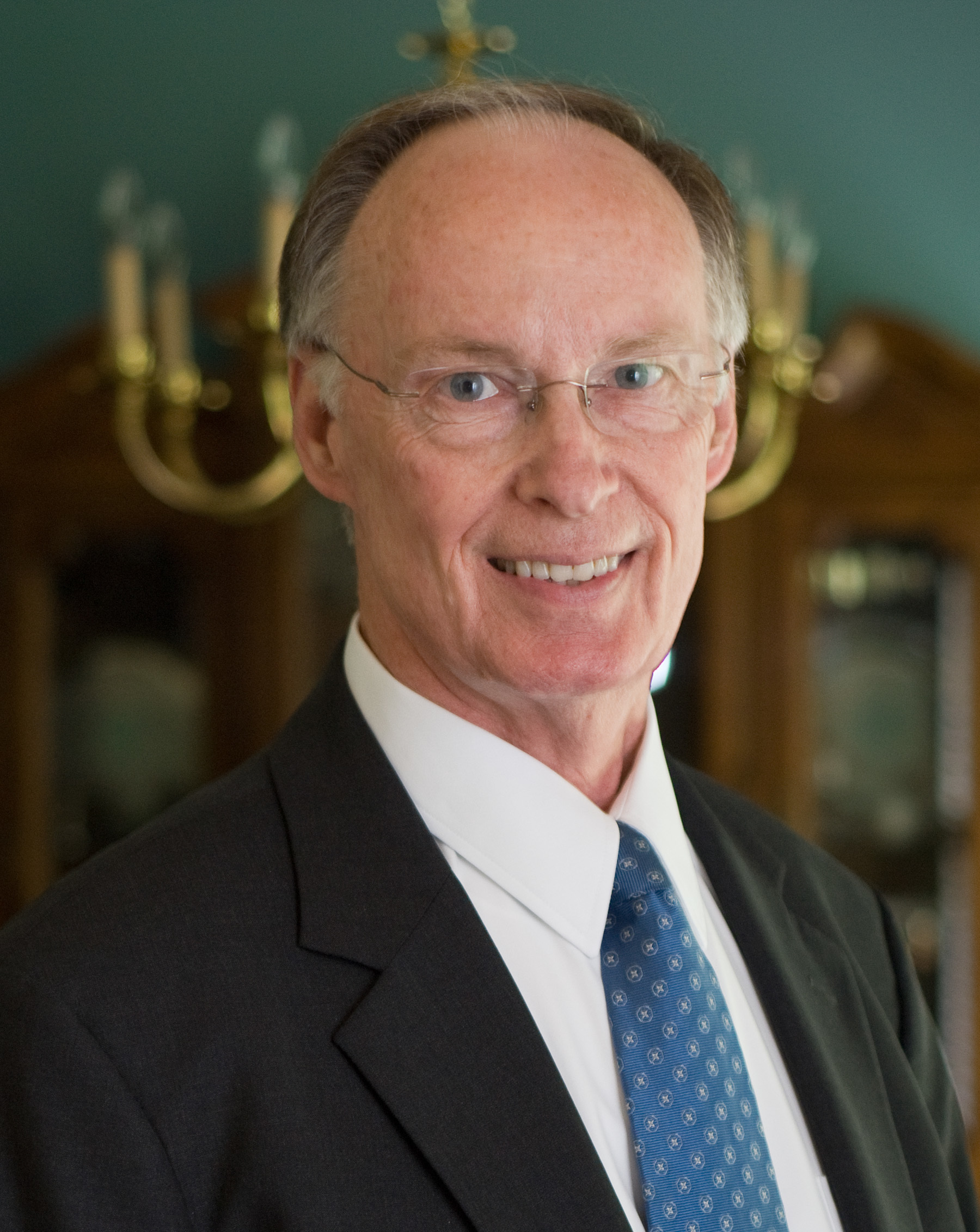

罗伯特·朱利安·本特利（Robert Julian Bentley，1943年2月3日—）美国亚拉巴马州前州长。

## 背景
本特利是一名退休的皮肤科医生，也是一名共和党人。当选州长之前，他一直在塔斯卡卢萨第一浸信会担任执事和主日学老师。他在一个乡村小镇长大，父亲是一名锯木厂工人。在当选亚拉巴马州州长之前，本特利以主张财政保守主义和传统家庭观念的竞选纲领曾当选为该州众议员。

## 宗教言论争议
本特利2011年1月17日宣誓就职后不久，在亚拉巴马州首府蒙哥马利市一个基督教浸信会发表了一段引起争议的讲话。他表示，已经得救的基督徒是他在基督里的兄弟姐妹，反之，没有接受耶稣为他们救主的人就不是他的弟兄和姐妹。但是，他希望成为他们的弟兄。
本特利的讲话使一些人对非基督徒能否受到他领导的亚拉巴马州政府的公平对待提出严重质疑。本特利很快出面道歉说，他在教会对会众发表讲话时无意伤害任何人。他说，任何人都不应该因为肤色或宗教原因而仇视他人。他表示自己是所有亚拉巴马人的州长，而不只是基督徒的州长。
伯明翰犹太教堂Temple Emanu-El的资深拉比乔纳森·米勒表示，事件发生后，他致函本特利州长，对他的讲话表示不满。本特利州长第二天就在蒙哥马利会晤了包括他在内的几位宗教人士。据米勒拉比介绍，本特利州长对自己的讲话当面表示歉意。米勒认为，他的道歉是真诚的。他说：“他为自己的讲话冒犯了不同信仰的人并引起他们不安而表示歉意。他的道歉是真诚的。他表示自己无意剥夺其他人的信仰权利，也不认为某些阿拉巴马人就低别人一等。他重申了美国的一个原则，那就是，人们有顺从自己良心的引导，去信仰、敬拜和从事宗教活动的自由。”
伯明翰伊斯兰协会会长阿什法克·陶菲格虽然对本特利的道歉表示接受，但是对他作为一名政府官员所发表的上述讲话提出了批评。他说：“令我不安的是，他起初说自己是所有阿拉巴马人的州长，之后却把基督徒和非基督徒区别对待。更令我不安的是，他以宣教士的身份说希望成为大家的朋友，言外之意，他希望我们转信基督教而得救。我认为，他如果在自己的教堂以会友的身份、而不是以州长的身份讲这番话要更合适。这个说法得不到美国宪法和价值观的支持。”
新泽西州“美国无神论者”组织的主席戴维·西尔维曼指出，本特利在讲这番话时无视一个事实，那就是，该州还有很多信仰其它宗教的人，而且仅亚拉巴马州就有30万无神论者。西尔维曼说：“州长是所有人的州长。他既不是回教老师，也不是传道人或基督教牧师。作为州长，他的职责不是对有关宗教圈子的问题发号施令，这和他的本职工作是完全背道而驰的。亚拉巴马州州长把圣经置于宪法之上，向神学政治迈出了危险的一步，因为它把一个宗教凌驾于其它宗教之上。”
本特利所在的塔斯卡卢萨第一浸信会主任牧师吉尔·麦克基表示，本特利的讲话被一些批评人士断章取意了，因为他是在一个基督教堂发表上述讲话的，而且主要对象是基督徒。因此，他不认为本特利的讲话有任何越格的地方。